# Чёрный кот (фильм, 1934)
«Чёрный кот» (англ. The Black Cat, 1934) — классический фильм ужасов студии Universal. Первый из восьми фильмов, главные роли в которых исполняют «маэстро ужаса» Борис Карлофф и Бела Лугоши.

## Сюжет
Питер (Дэвид Маннерс) и Джоан (Джули Бишоп) Эллисоны отправляются в свадебное путешествие по Венгрии. Идиллия продолжается до тех пор, пока в купе молодожёнов не подселяют психиатра Витуса Вердегаста (Бела Лугоши). Они вместе выходят в Вишеграде и садятся в экипаж, однако попадают в аварию. После аварии Вердегаст приводит супругов в футуристический особняк своего бывшего друга, архитектора-модерниста Хьяльмара Пёльцига (Борис Карлофф).
Вердегаст, который до смерти боится котов, пытается разведать судьбу своей жены и дочери: они остались на попечении Пёльцига после того, как Вердергаст пятнадцать лет назад попал в плен к русским во время Первой мировой войны. Пёльциг утверждает, что они мертвы. Он показывает гостю тело его супруги в подземном стеклянном хранилище, где собрана целая коллекция спящих (или умерших) женщин. Тем временем Питер и Джоан хотят уехать из особняка, но понимают, что стали пленниками Пёльцига.
Пёльциг оказывается руководителем сатанинского культа, которому грядущей ночью должна быть принесена в жертву и Джоан. Вердегаст и его слуга Тамаль спасают молодую девушку. Вердегаст узнает, что его дочь Карен не умерла, а стала женой Пёльцига. Он видит её безжизненной и решает, что она умерла, после чего нападет на Пёльцига. Вердегаста случайно ранит из пистолета Питер Эллисон, разыскивающий жену. Вердегаст позволяет паре покинуть виллу, после чего взрывает себя, Пёльцига и зловещую лабораторию.

## В ролях
- Борис Карлофф — Хьялмар Пёльциг
- Бела Лугоши — доктор Витус Вердегаст
- Дэвид Маннерс — Питер Элисон
- Джули Бишоп — Джоан Элисон
- Гарри Кординг — Тамал
- Генри Арметта — сержант

## Работа над фильмом
«Чёрный кот» — один из первых фильмов с беспрерывным музыкальным сопровождением. Его название отсылает к рассказу Эдгара По «Чёрный кот», хотя сюжеты этих произведений по сути не пересекаются. Немецкий режиссёр Эдгар Ульмер выдержал киноленту в стиле, производном от немецкого экспрессионизма начала 1920-х гг. Главный герой получил имя архитектора Ханса Пёльцига, с которым Ульмер (по его собственным заверениям) работал над декорациями фильма «Голем» в 1920 году. При создании образа оккультиста за основу был принят знаменитый Алистер Кроули.

## Отзывы и мнения
- Allmovie: «В отличие от других фильмов ужасов того времени, дававших зрителям уверенность, что, выйдя из кинотеатра, они не столкнутся с мумией или оборотнем, „Чёрный кот“ — рассказ о чудовищах в человеческом обличье. На одном из уровней он может быть считан как притча о состоянии послевоенной Европы»[1].
- Михаил Трофименков: «„Черный кот“ есть одна огромная, пугающая декорация, которая вполне могла бы привидеться самому По. Замок — образ сознания не отдельно взятого сошедшего с ума инженера, а целого поколения, вошедшего в историю как „потерянное“. Это сознание деформированное, опустошенное войной, уже не человеческое»[2].